# Jessica Lucas

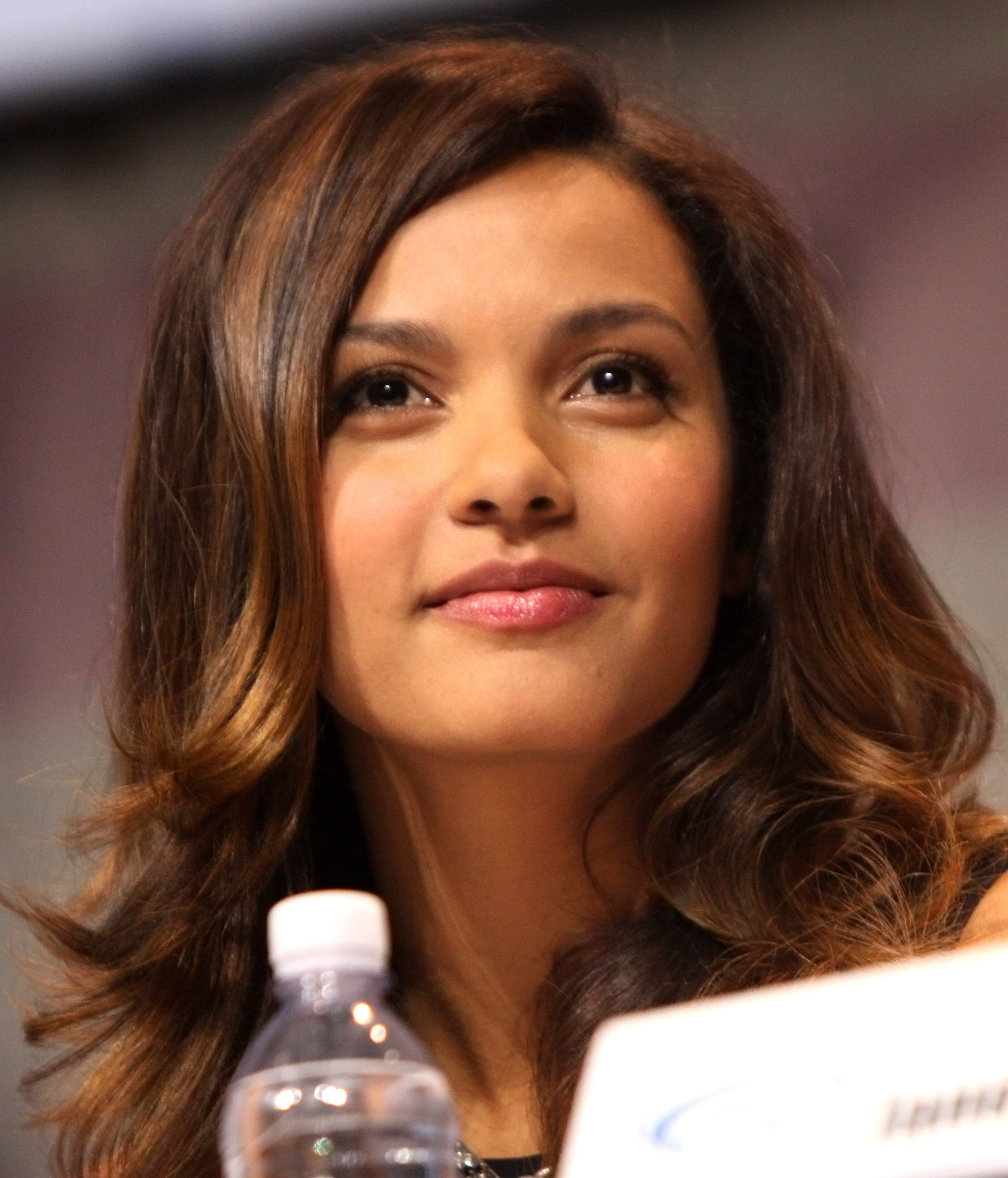
Jessica Lucas (2013)

Jessica Lucas (* 24. September 1985 in Vancouver, British Columbia) ist eine kanadische Schauspielerin. Sie ist vor allem durch ihre Rollen in Cloverfield (2008) und in Melrose Place (2009–2010) bekannt.

## Leben und Karriere
Lucas fing mit sieben Jahren an, sich für die Schauspielerei zu interessieren, und trat in verschiedenen örtlichen Theaterstücken wie Snow White & The Seven Dwarfs, Grease, Cinderella, Mousetrap und Music Medley auf. Ihren Durchbruch hatte sie 2001, als sie eine Hauptrolle in der kanadischen Jugendserie Edgemont erhielt. Dort war sie von 2001 bis 2005 in 47 Episoden in der Rolle der Bekka Lawrence zu sehen. Zuvor hatte sie einige Gastauftritte in Halloweentown II und American High – Hier steigt die Party! absolviert. Im Jahr 2002 folgte die zweite Hauptrolle als Jakki Kaan in der kanadischen Jugendserie 2030 CE, die aufgrund von finanziellen Problemen nach zwei Staffeln eingestellt wurde.
Darauf folgten Gastauftritte in den Fernsehserien The L Word – Wenn Frauen Frauen lieben und Romeo!. Des Weiteren war sie in der kurzlebigen Serie Life as We Know It von ABC zu sehen. 2006 folgten Auftritte in den Filmen She’s the Man – Voll mein Typ! und Der Pakt sowie im Fernsehfilm Split Decision. In der achten Staffel der Serie CSI: Vegas stieß sie als Ronnie Lake zur Besetzung. Diese Figur wurde aber nach nur vier Folgen ohne Erklärung aus der Serie geschrieben.
Des Weiteren folgten Hauptrollen in den Filmen Cloverfield von J. J. Abrams sowie im Film Amusement und 2009 eine Hauptrolle in der Serie Melrose Place als Riley Richmond. Außerdem erhielt sie eine Hauptrolle in der NBC-Serie Friends with Benefits, die ihre Erstausstrahlung 2011 hatte. Im März 2012 wurde sie für Fede Álvarez’ Remake des Horrorfilms Tanz der Teufel aus dem Jahr 1981, der im April 2013 Premiere hatte, als Olivia besetzt. Kurze Zeit später bekam sie eine Rolle in der The-CW-Dramaserie Cult.

## Filmografie (Auswahl)
Filme
- 2001: Halloweentown II (Halloweentown II: Kalabar’s Revenge, Fernsehfilm)
- 2002: Damaged Care (Fernsehfilm)
- 2006: She’s the Man – Voll mein Typ! (She’s the Man)
- 2006: Split Decision
- 2006: Der Pakt (The Covenant)
- 2008: Cloverfield
- 2008: Amusement
- 2011: Big Mama’s Haus – Die doppelte Portion (Big Mommas: Like Father, Like Son)
- 2013: Evil Dead
- 2014: Für immer Single? (That Awkward Moment)
- 2014: Pompeii

Serien
- 2000: Seven Days – Das Tor zur Zeit (Seven Days, Folge 2x13)
- 2001: American High – Hier steigt die Party! (The Sausage Factory, Folge 1x01)
- 2001–2005: Edgemont (40 Folgen)
- 2002–2003: 2030 CE (6 Folgen)
- 2003: Romeo! (Folge 1x05)
- 2004: The L Word – Wenn Frauen Frauen lieben (The L Word, Folge 1x06)
- 2005–2006: Life as We Know It (13 Folgen)
- 2006: Secrets of a Small Town (1 Folge)
- 2007: CSI: Vegas (CSI: Crime Scene Investigation, 4 Folgen)
- 2008: 90210 (4 Folgen)
- 2009–2010: Melrose Place (18 Folgen)
- 2011: Friends with Benefits (13 Folgen)
- 2011: Psych (1 Folge)
- 2013: Cult (13 Folgen)
- 2014: Gracepoint (8 Folgen)
- 2015–2019: Gotham (47 Folgen)
- 2019: The Murders (8 Folgen)
- 2021–2023: Atlanta Medical (The Resident)